# Mario Baudino
Mario Baudino (Chiusa di Pesio, 26 febbraio 1952) è un giornalista, saggista e poeta italiano.
La sua vita professionale è iniziata negli anni di piombo come cronista giudiziario presso il quotidiano torinese Gazzetta del Popolo, scrive per La Stampa di Torino. È stato responsabile delle pagine di Società e cultura e inviato speciale occupandosi con particolare attenzione del mondo dell'editoria e della letteratura.  Ha organizzato festival ed eventi letterari a Cuneo (come direttore di Scrittorincittà) e Alba (Albalibri, con Laura Lepri). È stato direttore artistico, con Paolo Bertetto, della terza edizione del Salone internazionale del libro di Torino, nel 1989.

## Biografia
Ha esordito come poeta nel 1978 contribuendo al volume antologico La parola innamorata. Due anni dopo ha pubblicato Una regina tenera e stupenda. Ulteriori suoi lavori sono stati, nel 1988, la raccolta di poesie Grazie (Premio Internazionale Eugenio Montale) e nel 1999 Colloqui con un vecchio nemico (vincitore l'anno successivo del Premio Brancati). Per Guanda, nel 2006, ha pubblicato Aeropoema. Ha raccolto un'antologia personale per Aragno, nel 2018 (La forza della disabitudine - con un saggio di Giovanni Tesio - Premio Camaiore e premio Valdicomino).
Nel 2001, per la collana di saggi della casa editrice Ponte alle Grazie, ha dato alle stampe Voci di guerra. 1940-1945. Sette storie d'amore e di coraggio. Alla seconda guerra mondiale si ricollega anche il saggio storico Il mito che uccide (Longanesi, 2004) che racconta le vicende di Otto Rahn, l'uomo che cercava il Graal e incontrò Hitler.
Tra gli altri saggi da lui pubblicati figurano: Al fuoco di un altro amore (Jaca Book, 1988) , Il gran rifiuto, storie di autori e di libri rifiutati dagli editori (La Gaja Scienza, 1991, nuova edizione Passigli 2009), Ne uccide più la penna (Rizzoli, 2011) dedicato alla figura del detective bibliofilo nei romanzi di genere, Lei non sa chi sono io (Bompiani, 2017), dedicato agli pseudonimi letterari, e Il teatro del letto (La nave di Teseo, 2021) che tra letteratura, arte e artigianato racconta il tema del letto, protagonista della nostra cultura, da Omero a James Joyce.
Ha inoltre scritto i romanzi: In volo per affari (Rizzoli, 1994), Il sorriso della druida (Sperling & Kupfer, 1998), vincitore del Premio Scalea,  Per amore o per ridere (Guanda, 2008), Lo sguardo della farfalla (Bompiani 2016 - Premio Cesare Pavese), Il violino di Mussolini (Bompiani, 2019)